# ماسیمیلیانو فرتی
ماسیمیلیانو فرتی (انگلیسی: Massimiliano Ferretti؛ زادهٔ ۲۲ ژوئن ۱۹۶۶) بازیکن واترپلو اهل ایتالیا است.
وی همچنین برندهٔ جوایزی همچون نشان شایستگی از جمهوری ایتالیا شده‌است.